# Новопазарско поле
Новопазарското поле е котловина в югозападна Сърбия по поречието на река Рашка и около град Нови пазар (Сърбия). В него през Средновековието се намира Стари Рас, област с голямо значение за сръбската история. Котловината е с площ от 1 288 квадратни километра, а надморската височина е 510 – 550 m.